# Pueblos indígenas de Estados Unidos
Los pueblos indígenas de Estados Unidos (en inglés: Native Americans, en español: nativos estadounidenses), son las etnias indígenas que viven en los Estados Unidos.
En Estados Unidos viven más de 570 tribus nativas americanas reconocidas a nivel federal, de las cuales aproximadamente la mitad  están asociadas con reservas indias; según un censo de 2020, hay aproximadamente un total de 9,7 millones de nativos, cerca del 2,9% de la población. Estas cifras representan también a los nativos mestizos (que presentan combinación con otras razas), siendo de esa cifra los nativos puros, sin combinación étnica, de 3 727 135 personas o  sea el 1,1%.
En Estados Unidos, instituciones públicas como la Oficina del Censo e instituciones privadas como la Academia de Artes y Ciencias Cinematográficas reconocen la autoidentificación desde el año 2000, por lo que desde entonces cualquiera puede llamarse a sí mismo indígena.

## Zonas culturales

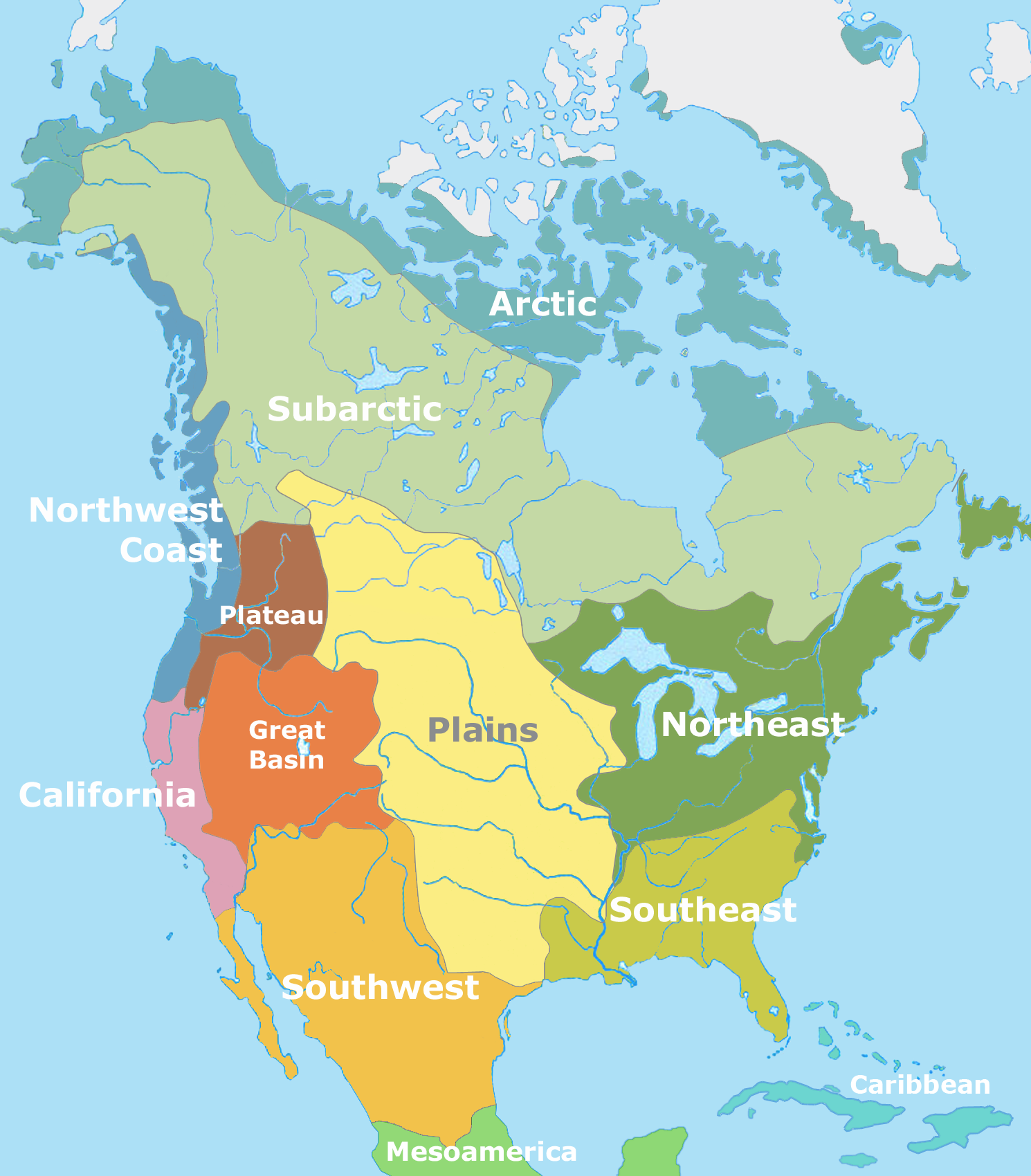
Zonas culturales amerindias en América del Norte, incluyendo la zona ártica de los inuits.

El territorio habitado por los amerindios norteamericanos se puede dividir en ocho zonas o áreas culturales, caracterizadas por su hábitat.

### Sureste
Ocupa la zona sureste de los Estados Unidos (los actuales estados de Florida, Georgia, Carolina del Norte, Carolina del Sur, Virginia, Luisiana, Alabama, Misisipi, Tennessee y parte de Texas), además del norte, oriente, occidente y centronorte de México. Se caracteriza por su alto desarrollo cultural, muy influenciado por los mexicanos, ya que muchos viven en ciudades y tienen una sociedad fuertemente estratificada. En esta zona se han encontrado restos de culturas autóctonas muy desarrolladas como Cahokia o la cultura de túmulos de los denominados Mound Builders.
Las tribus de este ámbito son mayoritariamente del tronco lingüístico muskogi (creek, choctaw, chickasaw, seminola, alibamu, apalachee, hitchiti), cherokee (de lengua iroquesa), catawba, waccamaw y tutelo de lengua sioux, caddo y otros grupos allegados como los houma, natchez, tunica, ofo, chitimacha, biloxi, chackchiuma, tohome, mobile, chatot, ais, timucua, calusa tekesta, yamasee, cusabo y tacobega. Muchas de ellas serían trasladadas masivamente a Oklahoma a mediados del siglo XIX.

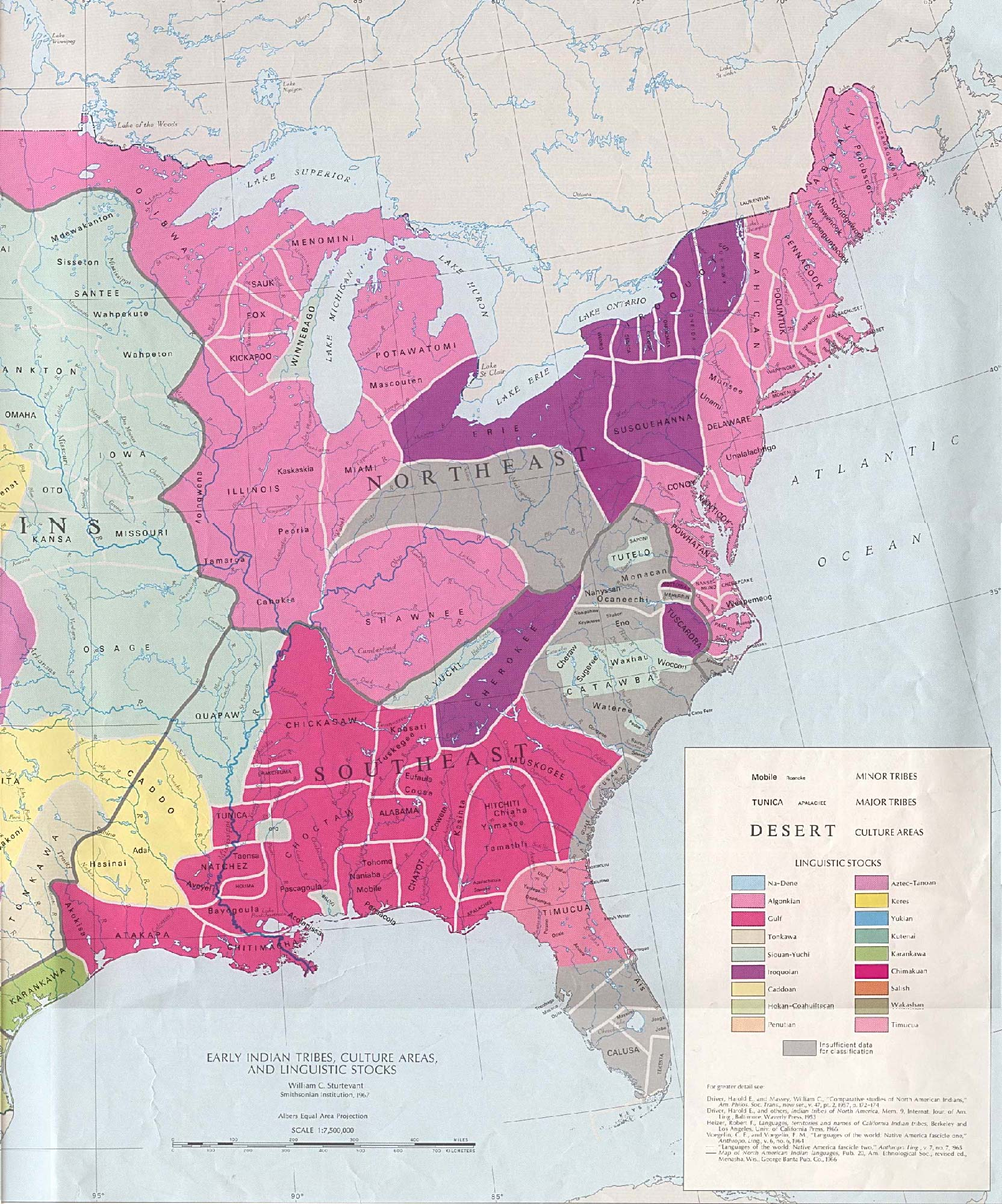
Las tribus indias del este de los EE. UU.

### Suroeste
Ocupa el suroeste de los Estados Unidos de América, los actuales estados de Nuevo México y parte de Texas. Ambientada en zonas desérticas y en los márgenes del río Colorado, agrupa unas 57 tribus. En este territorio también se ha encontrado restos arqueológicos de gran desarrollo cultural como Anasazi. Tienen una gran diversidad cultural, con algunas tribus de cariz urbano (cultura pueblo), como los hopi, holi, zuñi, acoma, laguna, San Ildefonso Pueblo, Santa Clara y otras; otros se dedicaban a la ganadería, como los navajo; otras practicaban la rapiña, como los apaches, y el resto practicaba agricultura de subsistencia en los oasis de los desiertos, como los maricopa, quechan, pima, pápago, mojave, seri, tarahumara y grupos chichimecas .

### Grandes Llanuras
Ocupan las llanuras centrales de los EE. UU. y del sur y sureste de Canadá (Dakota del Norte, Dakota del Sur, Nebraska, Kansas, Iowa, Montana, Oklahoma y parte de Texas). Las tribus de la zona se dedicaban a la cacería del 'búfalo' y vivían en una vivienda típica denominada tipi, aunque las de la parte meridional (las de lengua caddo, hidatsa y mandan) tenían una cultura agraria desarrollada.
En esta zona habitaban la mayor parte de las tribus de lengua sioux (hidatsa, mandan, sioux, osage, ioway, omaha, otoe, missouria, quapaw, kansas),  algonquina (blackfoot, arapaho, cheyenne, atsina) y otras de lengua caddo (wichita, pawnee, arikara) o lenguas na-dené (sarsi).

### Altiplano
Ocupa la zona del altiplano situado en los actuales estados de Nevada, Utah, Idaho y Wyoming. Es una zona semidesértica, donde la mayor parte de las tribus se dedican a la recogida de raíces y plantas silvestres, aunque hay algunas con influencia de las tribus de las llanuras (ute, xoixon, bannock, nez percé, umatilla). Las otras, como los paiute, washo, klamath, modoc, están más influenciadas por la cultura de las tribus californianas.

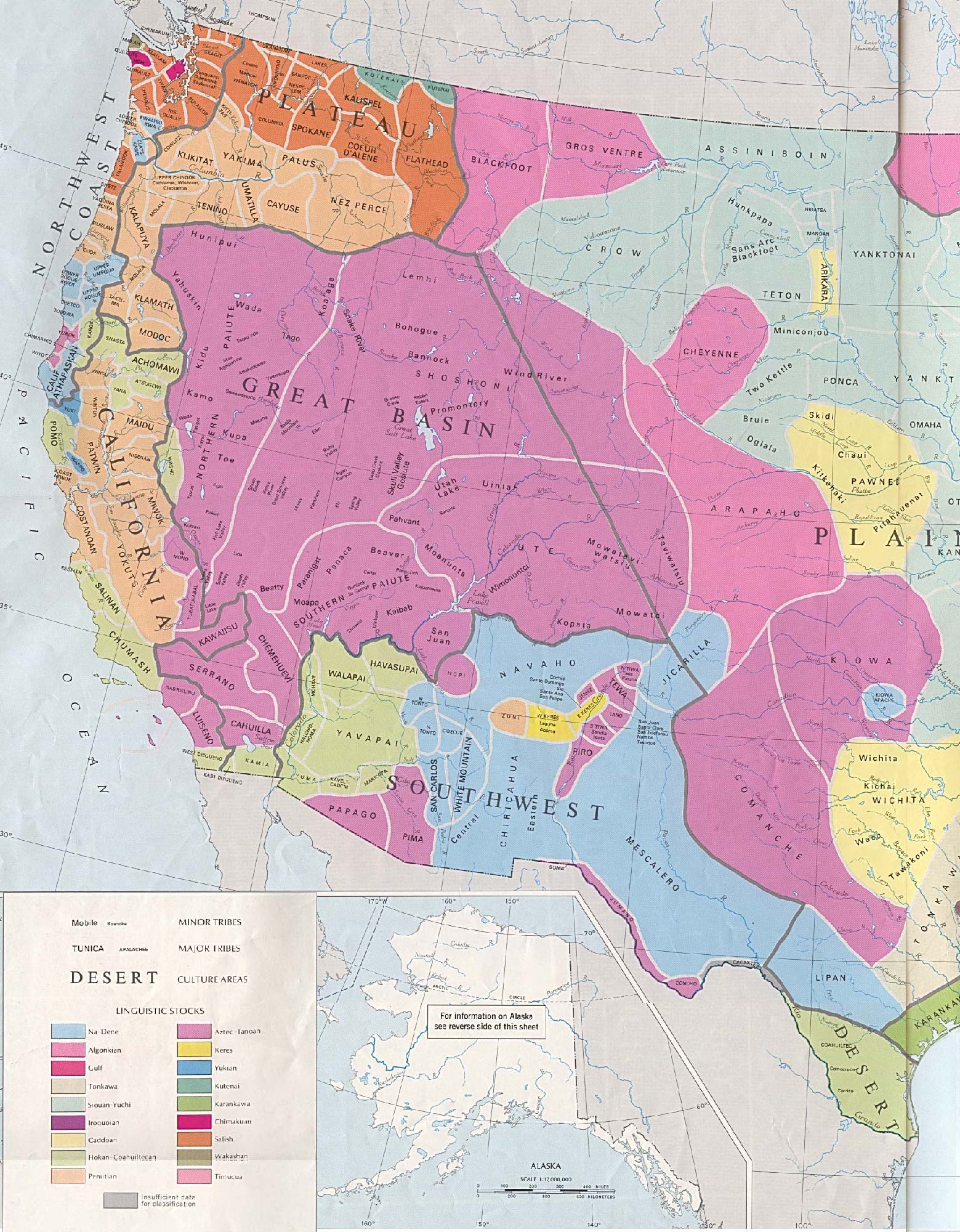
Tribus de la zona occidental de los EE. UU.

### California
Ocupa el actual estado de California. Son una muchedumbre de tribus, de grupos lingüísticos muy variados y diferenciados, culturalmente muy característicos (como lo muestra la alfarería y la cestería), muy influenciada por la cultura del noroeste. Entre las tribus más importantes están los pomo, hupa, miwok, yurok, karok, yokut, maidu, wintun, yuki, yana y otros.

### Noroeste
Ocupa los estados de Washington, Oregón, Columbia Británica y la costa de Alaska. Se caracterizan por vivir de la pesca, tener grandes barcas, las casas grandes, los postes totémicos y la práctica del potlatch, con sociedades urbanas y estratificadas. Entre las más conocidas están los tlingit, haida, kwakiutl, nootka , tsimshian y  Quileute.

### Noreste
Ocupa la zona costera de Nueva Inglaterra hasta Virginia y los Grandes Lagos (Minnesota, Míchigan y Wisconsin). Agrupa las tribus de la Confederación iroquesa, los hurones, los winnebago de lengua sioux y la mayor parte de tribus algonquinas (narragansett, pequot, wampanoag, nipmuc, lenape, illiniwek, abenaki). Las sociedades se caracterizaban por tener caudillos militares que lograban el poder mediante su prestigio (sagamore o sachem). Las viviendas más típicas son el wigwam algonquino y las Casas Grandes iroquesas. Vivían de la pesca, la cacería y la agricultura (los iroqueses) o el arroz silvestre (los menominee).

### Subártico
Ocupa la zona interior del Canadá desde la parte final del Yukon hasta Quebec y Terranova. Aquí hay una gran diferencia entre la zona occidental (de lengua na-dené) y la zona oriental (de lengua algonquina, como los cree y chippewa). Vivían de la cacería en los bosques divididos en bandas aisladas o grupos de cacería, y sus líderes tenían poca autoridad política.

## Estadounidenses nativos de hoy

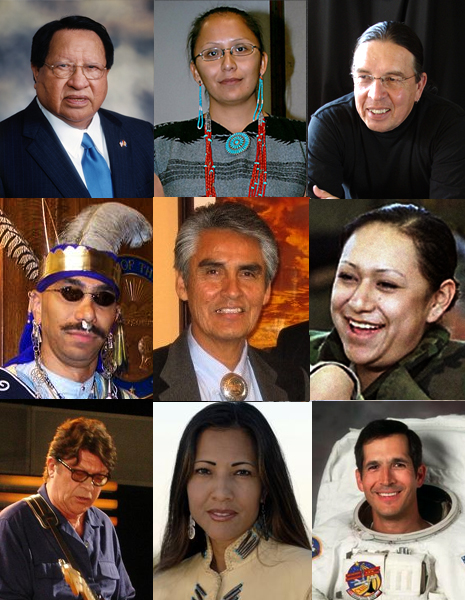
Retrato de amerindios estadounidenses de varias bandas, tribus y naciones de todo "Indian country" (país indio).

En 1975 se aprobó la Ley de Autodeterminación y Asistencia a la Educación de los Indios, que marcó la culminación de los 15 años de cambio de política. En relación con el activismo indígena, el Movimiento de Derechos Civiles y aspectos de desarrollo comunitario de los programas sociales de la década de 1960, la Ley reconoce la necesidad de autodeterminación para los nativos americanos. Marcó la despedida del gobierno de Estados Unidos hacia la política de la terminación. A partir de ella, el gobierno de Estados Unidos alienta los esfuerzos de los nativos americanos en el autogobierno y la determinación de su futuro.

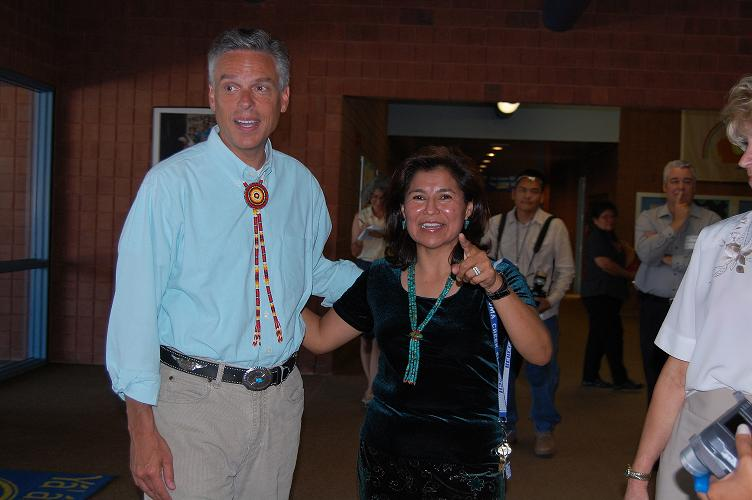
Educadora navajo Rebecca Benally con el exgobernador de Utah y antiguo embajador de EE. UU. en Rusia, Jon Huntsman, Jr.

Hay 562 gobiernos tribales reconocidos a nivel federal en los Estados Unidos. Estas tribus tienen derecho a formar su propio gobierno para hacer cumplir las leyes (tanto civiles como penales), los impuestos, para establecer los requisitos para la adhesión, para autorizar y reglamentar las actividades en la zona y para excluir a las personas de los territorios tribales. Las limitaciones a los poderes tribales de gobierno autónomo son las mismas limitaciones aplicables a los estados: por ejemplo, ni las tribus ni los estados tienen el poder de hacer la guerra, participar en las relaciones exteriores o acuñar moneda (esto incluye el papel moneda).
Muchos indígenas estadounidenses y los defensores de derechos de los mismos señalan que la afirmación del Gobierno Federal de los Estados Unidos de reconocer la "soberanía" de los pueblos nativos de América se queda corta, dado que los Estados Unidos todavía desean gobernar sobre los pueblos nativos y los tratan como objeto de la ley de EE. UU. El verdadero respeto de la soberanía de las naciones originarias de Estados Unidos, de acuerdo con tales defensores, obligaría al gobierno federal de los Estados Unidos a comportarse frente a los pueblos nativos estadounidenses de la misma manera que frente a cualquier otra nación soberana, el manejo de asuntos relacionados con las relaciones con los nativos americanos a través del Secretario de Estado, en lugar de la Oficina de Asuntos Indígenas. 
La Oficina de Asuntos Indígenas informa en su web que su "responsabilidad es la administración y gestión de 55.700.000 hectáreas (225.000 km2) de tierra en fideicomiso por los Estados Unidos para los indios americanos, tribus indígenas y los nativos de Alaska." Muchos indígenas y defensores de derechos de los nativos estadounidenses creen que es condescendiente considerar dichas tierras "en fideicomiso" y reguladas de cualquier manera por un poder extranjero, ya sea el Gobierno Federal de los EE. UU., Canadá o cualquier otra autoridad no indígena.

### Estatutos políticos
El estatuto interno de los amerindios depende del estado en el que se encuentren. Algunos de los amerindios de los Estados Unidos eligen habitar en reservas, que son una especie de territorios autónomos dependientes del gobierno federal.  En el Canadá tienen el estatuto de Primeras Naciones y también tienen reservas con gobierno autónomo.

### Distribución de la población
Fuente:
| Agrupación tribal                                        | Solo amerindios y de Alaska     | Solo amerindios y de Alaska            | Amerindios y nativos de Alaska en combinación con una o más razas | Amerindios y nativos de Alaska en combinación con una o más razas | Amerindios y nativos de Alaska solos o en cualquier combinación 1 |
| Agrupación tribal                                        | Reportada una agrupación tribal | Reportada más de una agrupación tribal | Reportada una agrupación tribal                                   | Reportada más de una agrupación tribal                            |                                                                   |
| TOTAL                                                    | 2,423,531                       | 52,425                                 | 1,585,396                                                         | 57,949                                                            | 4,119,301                                                         |
| Apache                                                   | 57,060                          | 7,917                                  | 24,947                                                            | 6,909                                                             | 96,833                                                            |
| Blackfeet / Pies negros                                  | 27,104                          | 4,358                                  | 41,389                                                            | 12,899                                                            | 85,750                                                            |
| Cherokee / Cheroqui                                      | 281,069                         | 18,793                                 | 390,902                                                           | 38,769                                                            | 729,533                                                           |
| Cheyenne                                                 | 11,191                          | 1,365                                  | 4,655                                                             | 993                                                               | 18,204                                                            |
| Chickasaw                                                | 20,887                          | 3,014                                  | 12,025                                                            | 2,425                                                             | 38,351                                                            |
| Chippewa                                                 | 105,907                         | 2,730                                  | 38,635                                                            | 2,397                                                             | 149,669                                                           |
| Choctaw                                                  | 87,349                          | 9,552                                  | 50,123                                                            | 11,750                                                            | 158,774                                                           |
| Colville                                                 | 7,833                           | 193                                    | 1,308                                                             | 59                                                                | 9,393                                                             |
| Comanche                                                 | 10,120                          | 1,568                                  | 6,120                                                             | 1,568                                                             | 19,376                                                            |
| Cree                                                     | 2,488                           | 724                                    | 3,577                                                             | 945                                                               | 7,734                                                             |
| Creek                                                    | 40,223                          | 5,495                                  | 21,652                                                            | 3,940                                                             | 71,310                                                            |
| Crow / Cuervo                                            | 9,117                           | 574                                    | 2,812                                                             | 891                                                               | 13,394                                                            |
| Delaware                                                 | 8,304                           | 602                                    | 6,866                                                             | 569                                                               | 16,341                                                            |
| Houma                                                    | 6,798                           | 79                                     | 1,794                                                             | 42                                                                | 8,713                                                             |
| Iroquois / Iroqués                                       | 45,212                          | 2,318                                  | 29,763                                                            | 3,529                                                             | 80,82                                                             |
| Kiowa                                                    | 8,559                           | 1,130                                  | 2,119                                                             | 434                                                               | 12,242                                                            |
| Indios latino-americanos                                 | 104,354                         | 1,850                                  | 73,042                                                            | 1,694                                                             | 180,940                                                           |
| Lumbee                                                   | 51,913                          | 642                                    | 4,934                                                             | 379                                                               | 57,868                                                            |
| Menominee                                                | 7,883                           | 258                                    | 1,551                                                             | 148                                                               | 9,840                                                             |
| Navajo                                                   | 269,202                         | 6,789                                  | 19,491                                                            | 2,715                                                             | 298,197                                                           |
| Osage                                                    | 7,658                           | 1,354                                  | 5,491                                                             | 1,394                                                             | 15,897                                                            |
| Ottawa                                                   | 6,432                           | 623                                    | 3,174                                                             | 448                                                               | 10,677                                                            |
| Paiute                                                   | 9,705                           | 1,163                                  | 2,315                                                             | 349                                                               | 13,532                                                            |
| Pima                                                     | 8,519                           | 999                                    | 1,741                                                             | 234                                                               | 11,493                                                            |
| Potawatomi                                               | 15,817                          | 592                                    | 8,602                                                             | 584                                                               | 25,595                                                            |
| Pueblo                                                   | 59,533                          | 3,527                                  | 9,943                                                             | 1,082                                                             | 74,085                                                            |
| Puget Sound Salish / Lushootseed                         | 11,034                          | 226                                    | 3,212                                                             | 159                                                               | 14,631                                                            |
| Seminole / Seminola                                      | 12,431                          | 2,982                                  | 9,505                                                             | 2,513                                                             | 27,431                                                            |
| Shoshone / Shoshón                                       | 7,739                           | 714                                    | 3,039                                                             | 534                                                               | 12,026                                                            |
| Sioux                                                    | 108,272                         | 4,794                                  | 35,179                                                            | 5,115                                                             | 153,360                                                           |
| Tohono O'odham / Pápago                                  | 17,466                          | 714                                    | 1,748                                                             | 159                                                               | 20,087                                                            |
| Ute                                                      | 7,309                           | 715                                    | 1,944                                                             | 417                                                               | 10,385                                                            |
| Yakama                                                   | 8,481                           | 561                                    | 1,619                                                             | 190                                                               | 10,851                                                            |
| Yaqui                                                    | 15,224                          | 1,245                                  | 5,184                                                             | 759                                                               | 22,412                                                            |
| Yuman                                                    | 7,295                           | 526                                    | 1,051                                                             | 104                                                               | 8,976                                                             |
| Otras tribus amerindias especificadas                    | 240,521                         | 9,468                                  | 100,346                                                           | 7,323                                                             | 357,658                                                           |
| Tribu amerindia,no especificada                          | 109,644                         | 57                                     | 86,173                                                            | 28                                                                | 195,902                                                           |
| Alaska Athabascan                                        | 14,520                          | 815                                    | 3,218                                                             | 285                                                               | 18,838                                                            |
| Aleut / Aleutiano                                        | 11,941                          | 832                                    | 3,850                                                             | 355                                                               | 16,978                                                            |
| Eskimo / Esquimal                                        | 45,919                          | 1,418                                  | 6,919                                                             | 505                                                               | 54,761                                                            |
| Tlingit-Haida                                            | 14,825                          | 1,059                                  | 6,047                                                             | 434                                                               | 22,365                                                            |
| Otras tribus nativas de Alaska,no especificadas 1        | 2,552                           | 435                                    | 841                                                               | 145                                                               | 3,973                                                             |
| Tribu nativa de Alaska,no especificada 2                 | 6,161                           | 370                                    | 2,053                                                             | 118                                                               | 8,702                                                             |
| Tribus amerindias o nativas de Alaska,no especificadas 3 | 511,960                         | (X)                                    | 544,497                                                           | (X)                                                               | 1,056,457                                                         |

### Lenguas indígenas en los Estados Unidos
El censo sigue recogiendo información sobre el número de hablantes de lenguas indígenas autóctonas de los Estados Unidos. Hacia 2008, el número de hablantes de lenguas indígenas autóctonas de Estados Unidos era de 373.949, pertenecientes a 135 lenguas nativas que todavía se hablan en el territorio. La cifra de hablantes está muy por debajo del número de personas de etnias nativas americanas, debido a que en muchas familias la lengua ancestral ha sido abandonada en favor del inglés.
Antes del asentamiento de los europeos en Norteamérica se hablaba gran cantidad de lenguas en los territorios que más tarde formarían parte de los Estados Unidos. Estas lenguas se siguieron hablando profusamente durante al menos dos siglos más, pero la mayoría de las lenguas han ido perdiendo hablantes y muchas se han extinguido (solo unas pocas tienen más hablantes en la actualidad que a principios del siglo XIX). En algunas partes de Estados Unidos, principalmente en ciertas reservas indias, se continúan hablando y tienen un número suficiente de hablantes fluidos. La mayor parte de las lenguas indígenas que se siguen hablando están severamente amenazadas, ya que en muchos casos tienen pocos hablantes, la mayor parte de ellos ancianos o de mediana edad, mientras que las nuevas generaciones de indígenas usan mayoritariamente el inglés y dominan de modo deficiente su lengua ancestral.